# 연석 (뮤지컬 배우)
연석(1992년 9월 15일 ~)은 대한민국의 배우다. 2018년 연극 '그녀를 믿지마세요'로 데뷔했다.

## 방송
- 메이드 인 유 (2012) - 3위
- 소년24 (2016) - 1차 유닛퍼플
- 다함께 차차차 (2019)